# 桑葚港
桑葚港（英語：Mulberry harbour）是英國海軍部和陸軍部於第二次世界大戰期間開發的兩個臨時性可拆卸式港口。1944年6月登陸諾曼地期間，盟軍以之在海灘上快速卸貨。港口設計於1942年，以不到一年的時間秘密趕製。在建立諾曼地灘頭陣地後的幾小時內，兩個預先製好的港口即各有一部分自英格蘭南部拖行穿越英吉利海峽，連同沉底以作為防波堤用的舊船，一併安置到了奧馬哈海灘（甲桑葚港）和黃金海灘（乙桑葚港）附近。
桑葚港作為登陸部隊的深水碼頭和港口，以提供其必不可少的增援和補給，一路使用到盟軍拿下法國主要海港，且整修守好守軍必有的破壞，以供重新使用之後。一整套體系以浮動但可下沉的防波堤、浮動的碼頭和堤道、連同浮橋所組成。這種創新的高技術系統當時是首次投入使用。
黃金海灘上的乙桑葚港在諾曼地登陸後支持了10個月，在200餘萬名兵員及逾400萬噸補給品和五十多萬輛汽車靠港上岸後才完全退役。6月19日，襲自東北方的強烈風暴打壞了奧馬哈海灘上部分完工的甲桑葚港，而浮橋當時尚未安全錨定。風暴在三天之後終於減弱，但港口已壞得太厲害，不得不廢棄。美國人改在開闊的海灘上直接卸下人員物資。

## 背景
1942年的迪耶普突襲昭示，盟軍無法僅靠打穿大西洋壁壘就奪下法國北岸港口。但運輸和存放又大又重的裝備所需的大型遠洋船舶吃水深，還需用碼頭起重機來裝卸貨物。這只有敵軍戒備森嚴的法國港口方能承擔。因此須以桑葚港提供必要設施，下卸數以千計的人員，連同所需的車輛及數百萬噸補給品，以維持大君主行動。整套港口系統由一般所想得到的所有港口設施組成，包含防波堤、碼頭和聯絡道路。

## 準備工作

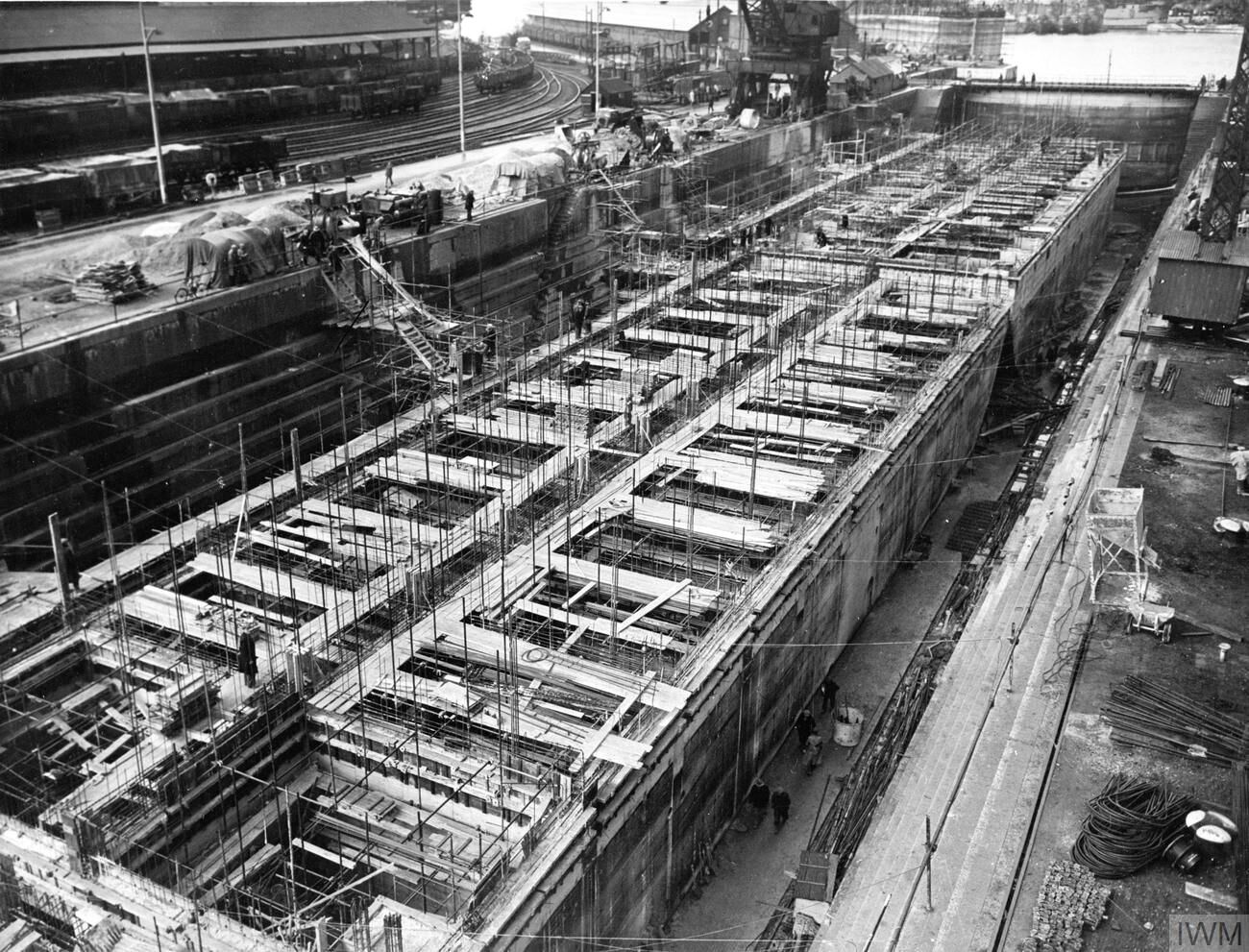
作為防波堤使用的鳳凰沉箱正於南安普頓趕製中，1944年

1943年夏，大君主行動的規劃進入後期階段。擬議中的臨時性人工港需在英國先預製完成後，再拖曳穿越英吉利海峽，這點已廣為接受。
1943年8月的魁北克會議同意必須要有兩個獨立運作的人工港——一個給美國用，另一個供英國/加拿大使用。布魯斯·懷特（Bruce White）爵士之弟，土木工程師科林·懷特（Colin R. White）主持成立人工港口小組委員會，策劃港口的位置，和防波堤的形式，並提出建言。小組委員會第一次會議於1943年8月4日在土木工程師學會（ICE）舉行。小組委員會的會議記錄顯示，原本屬意氣泡防波堤，後又提議沉船入水當防波堤用。但由於可用船隻不足，於是混用沉船和特製的混凝土沉箱。
1943年9月2日，聯合參謀本部預估擬議中的人工港口（即桑葚港）全天候吞吐量須達每日12,000噸，汽車運輸除外。9月4日批准人工港建造工作立即開始。但陸軍部和海軍部雙方互相推諉卸責，直到副參謀長於1943年12月15日出手協調後才終得解決。各方決議由海軍部主責自英格蘭南岸收集船隻、炸船、及各部總成。它還將承擔調查、定位、拖曳、和標記導航等必要工作。陸軍部的任務是建造混凝土沉箱（鳳凰）、道路（鯨），並對空防護。軍隊到達現場後即負責安置沉箱並組裝港口設施。美國海軍土木工程兵團（CEC）將使用預製組件建造用於奧馬哈海灘的甲桑葚港。
擬議中的港口需要各式各樣的巨大沉箱來組建防波堤和碼頭，連接各部結構，並提供道路。沉箱分多地與建，主要利用既有的造船設施，或如康威莫法(Conwy Morfa)等地周遭的廣濶海灘。工程由各商業建築公司承攬，包括Wates Construction、Balfour Beatty、Henry Boot、Bovis & Co、Cochrane & Sons、Costain、Cubitts、W. & C. French、Holloway Brothers、John Laing & Son、Peter Lind & Company、Sir Robert McAlpine、Melville Dundas & Whitson、Mowlem、Nuttall、Sir Lindsay Parkinson、Halcrow、Pauling & Co.、Taylor Woodrow等企業。沉箱完成後就用拖船以8.0每小時（4.3節）的速度慢慢地拖曳過英吉利海峽，到達諾曼地海岸，由雷金納·歸瑟（Reginald D. Gwyther）指揮皇家工程兵團組裝並維護。他其後因這項功績而獲頒大英帝國勳章。鯨碼頭各零組件由Braithwaite & Co、West Bromwich、和Newport主導企業集團設計並建造。

### 灘岸調查
兩個臨時性港口的所在位置全都需要關於地質、水文和海況的詳情。水道測量特勤隊為此在1943年10月成立。第712調查艦隊從漢布爾(Hamble)的HMS Tormentor海軍基地出發，探測並收集敵方海岸相關數據。1943年11月至1944年1月期間，以特殊改裝過的大型人員登陸艇（LCPL）探勘諾曼地沿岸。
每艘登陸艇由一名皇家海軍艇員帶同一小組的水文測量員共同作業。首次的任務稱為KJF行動，於1943年11月26日至27日晚進行，三艘登陸艇測量位於阿羅芒什萊班的乙桑葚港預定地左近。後續又於12月1日和2日探勘甲桑葚港預定地，即KJG行動。但因導航疏失，艦隊所探測的區域偏西，距正確地點2,250碼遠。
在濱海韋爾附近也嘗試了兩次探測。12月25日至26日的首次任務，即Bellpush Able行動，設備出現問題。所以又於12月28日至29日重勘以完成任務，即Bellpush Baker行動。
1943新年除夕，第712調查艦隊將聯合作業總隊（COPP）導航到濱海維爾以西的黃金海灘附近。兩名軍人——皇家工程兵團的羅根·史考特-鮑登(Logan Scott-Bowden)少校和東薩里軍團的突擊隊中士布魯斯·歐格登·史密斯(Bruce Ogden Smith)——在KJH行動中趁夜登上未與桑葚港相連的海灘，採集沙樣並檢驗其承載力，以確定裝甲車能否穿越灘頭，還是就陷進去。
最後一次的調查在1月30日至31日晚，即Bellpush Charlie行動。由於霧濃，船隻作業聲響又被德方瞭望員聽聞，因此資訊收集受限，進一步作業也因而放棄。

## 設計開發

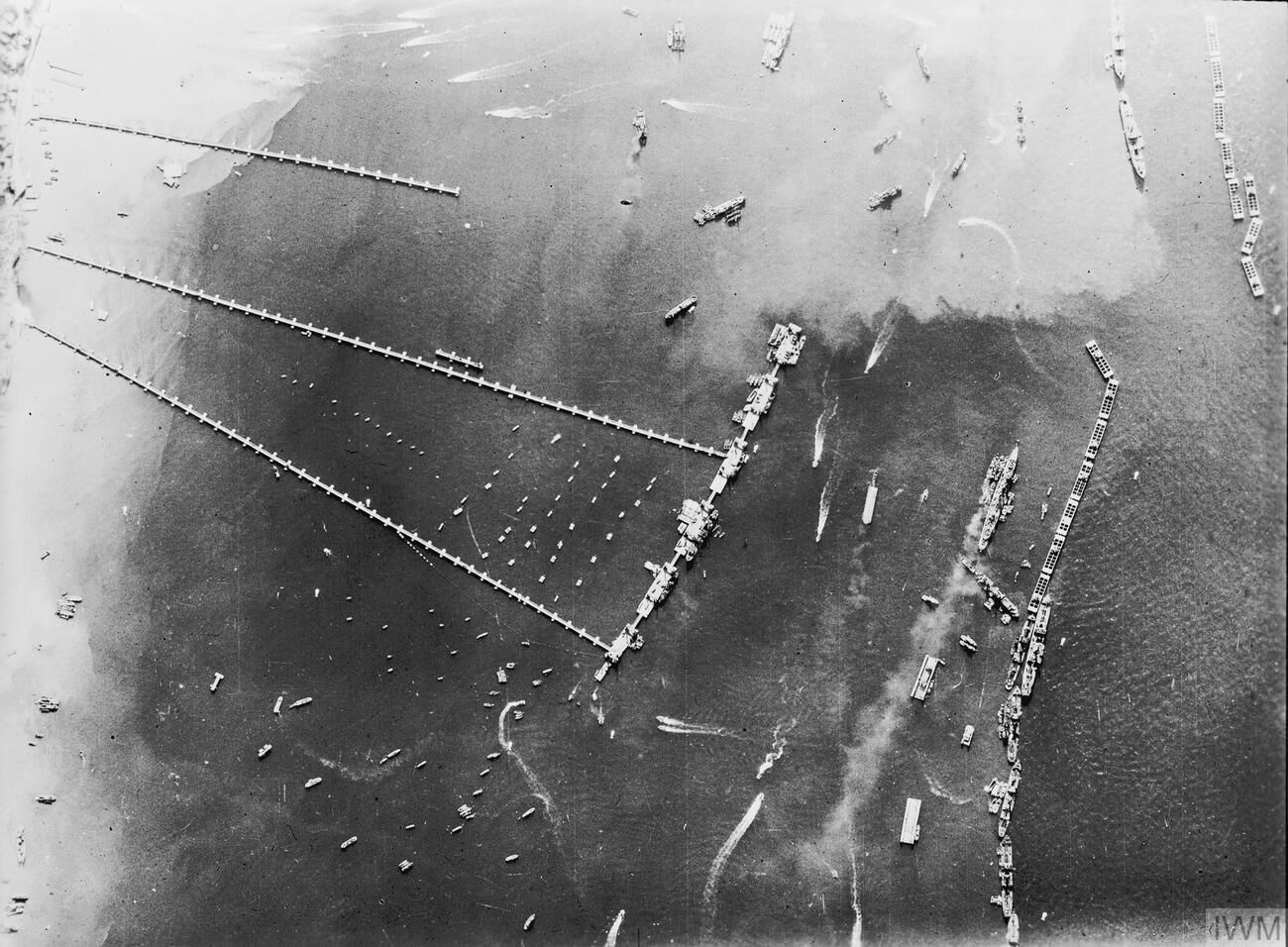
鳥瞰位於諾曼地阿羅芒什萊班的乙桑葚港（1944年10月27日）

邱吉爾曾在1915年給勞合·喬治的備忘錄中勾劃關於在德國波爾昆和敘爾特島左近搭建臨時性港口的初始想法。該備忘錄未經深入調查即被歸檔。
1940年，土木工程師蓋·芒塞爾(Guy Maunsell)曾致信陸軍部，建議搭建人工港，但未被立即採納。邱吉爾於1942年5月30日發佈其備忘錄：「用於海灘的碼頭」，顯見對於解決臨時性港口的方案之一籌莫展感到沮喪。休·伊歐里斯·休斯（Hugh Iorys Hughes）也曾在1942年6月17日至8月6日間，對陸軍部提出過人工港的設計概念。
在1942年8月19日突襲迪耶普後的一次會議上，突襲行動的海軍指揮官約翰·休斯-哈雷特(John Hughes-Hallett)中將宣稱，如果拿不下港口，那就該自己帶上一個穿過英吉利海峽，此說得到了邱吉爾的支持。當休斯-哈雷特將軍成為大君主行動規劃組的海軍參謀長後，桑葚港的概念開始成形。
1942年秋天，聯合作戰部長第一代緬甸的蒙巴頓伯爵路易·蒙巴頓勳爵海軍中將勾劃出長度至少1英里（1.6）的碼頭訴求。該碼頭須可不中斷地處理物流補給，碼頭端足供2,000噸級的船隻進行作業。
1943年7月，一個由著名土木工程師組成的委員會於焉成立，以就如何將選定的法國沿岸地點改造成避風港提供建議。該委員會由Colin R White任主席，成員另有J D C Couper、J A Cochrane、R D Gwyther、和Ivor Bell中校。委員會最初研究使用氣泡防波堤，再轉而決定用上沉船與沉箱。
邱吉爾與羅斯福總統討論過桑葚港的概念。勞工部長弗朗西絲·珀金斯記下羅斯福當時的評論：“你知道，那是邱吉爾的主意。他每天弄出一百個，其中約有四個是好主意。」

### 測試
1943年8月至9月，三種貨物裝卸碼頭的設計方案都進行了試驗，同時也測試了氣泡防波堤。各碼頭的設計人如下：
- 土木工程師休·伊奧里斯·休斯。開發出“河馬”碼頭和“鱷魚”橋跨；
- 雜項武器研發部的羅納德·漢密爾頓（Ronald Hamilton）設計出由防水帆布所製的浮動道路組成之“瑞士捲”。以板條加固，再以纜線拉緊；
- 陸軍部“運輸5局”（Tn5）的威廉·T·埃弗羅爾 (William T Everall) 中校和艾倫·貝克特 (Allan Beckett) 少校設計出以具整體式“馬鈴薯”椿腿的橋墩相連的浮橋，可隨潮水浮沉。

試驗地點選定在索爾韋灣以西的威格頓灣(Wigtown Bay)，該處潮汐與預計要登陸的諾曼第海灘相似。加利斯頓(Garlieston)有可用港口，又地處偏遠，可簡化安全事務。總部營地設於凱恩角(Cairn Head)，北距加利斯頓約5英里（8.0）。每一種設計的原型都由位於凱恩角和加利斯頓的皇家工兵團承製，再運送到該地區進行測試。在測試中發現了各式各樣的問題（如「瑞士捲」在大西洋的湧浪中只能承載7噸重的卡車）。最終採用的設計由一場風暴決定。「河馬」在風暴中被打壞，導致「鱷魚」橋跨倒塌；瑞士捲被沖走；唯Tn5的方案被證明為最成功的設計。貝克特歷經考驗的浮動道路（後以鯨為代號）被最終採納，在約翰·迪士蒙·伯納爾(John Desmond Bernal)和陸軍部港埠與內陸水運(Ports and Inland Water Transport at the War Office)總監布魯斯·懷特(Bruce White)准將監工下搭建出16 km（10 mi）的鯨道。

## 組件

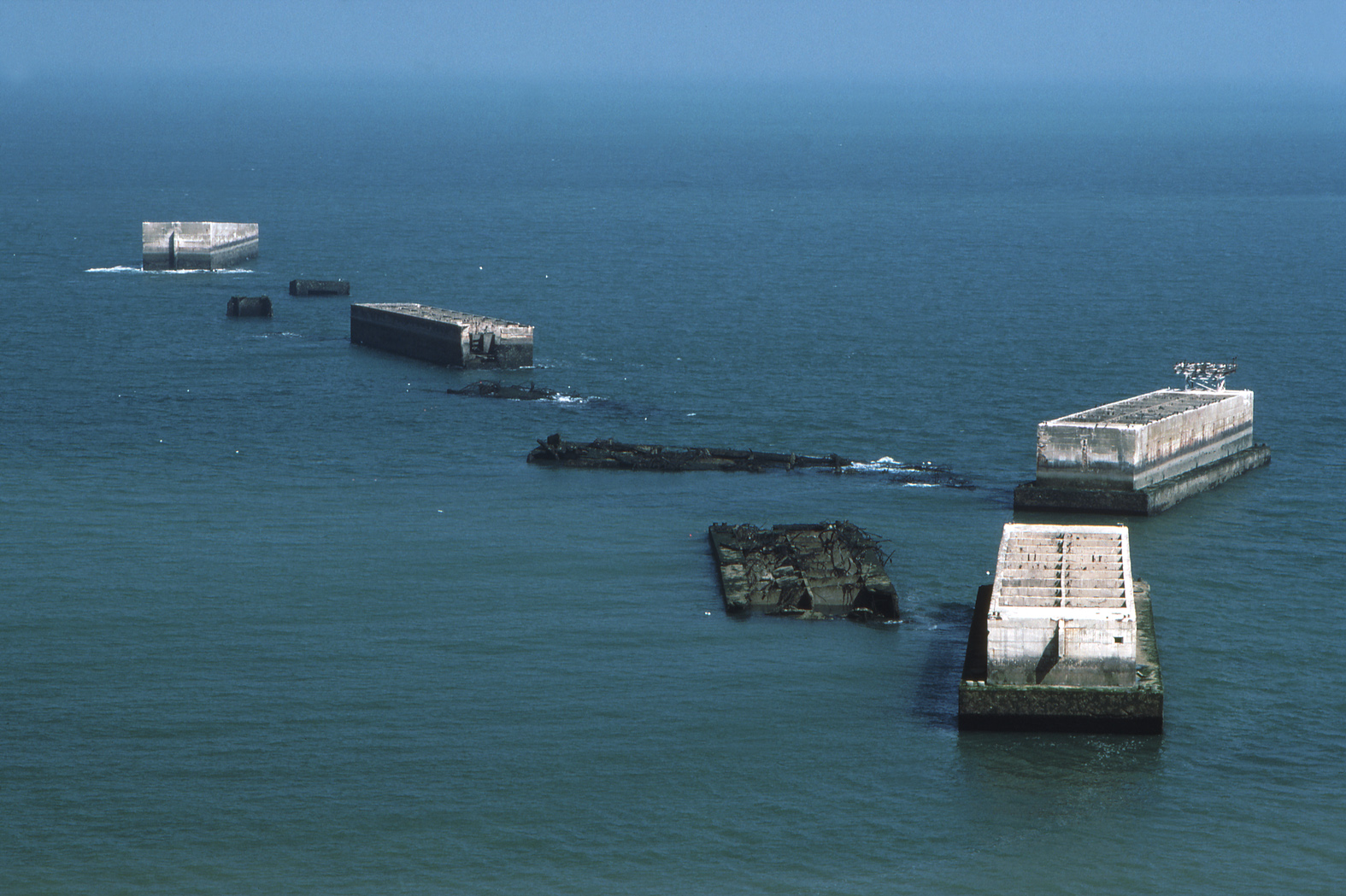
位於阿羅芒什萊班外海的桑葚港遺跡，攝於1990年

桑葚是港口的總代號，指的是組建人工港的各式結構組件總成。這些代號為醋栗(gooseberries)的結構體再組合成全功能港口。甲乙桑葚港的組件分別有稱為龐巴頓(bombardons)的浮動外堤，由“玉米棒”和名為鳳凰的鋼筋混凝土沉箱組成的靜態防波堤，代號各為鯨和甲蟲的浮動碼頭兼聯外道路，及代號為馬鈴薯的碼頭端。港口搭好後的大小近似多佛港。在規劃海王星行動時，乙桑葚港被定義為“於英格蘭製成的人工港口，用以拖放到位於阿羅芒什萊班的英軍登陸灘頭”。
美軍所使用的甲桑葚港則搭建於濱海聖洛朗的奧馬哈海灘，並不像英國人所用的那個一樣固定於海床上，所以被1944年6月19日的英倫海峽風暴吹襲到無法修復，就此停止組裝。該項行動由奧古斯都·代頓·克拉克(Augustus Dayton Clark)指揮。
英軍及加軍用的乙桑葚港搭在阿羅芒什萊班的黃金海灘，直到諾曼第登陸日六個月後才退役。盟軍當時已拿下安特衛普港口以卸載部隊和補給品。乙桑葚港由G.C.B Shaddick中校所指揮的皇家工程兵團第20港口群運作。

### 防波堤

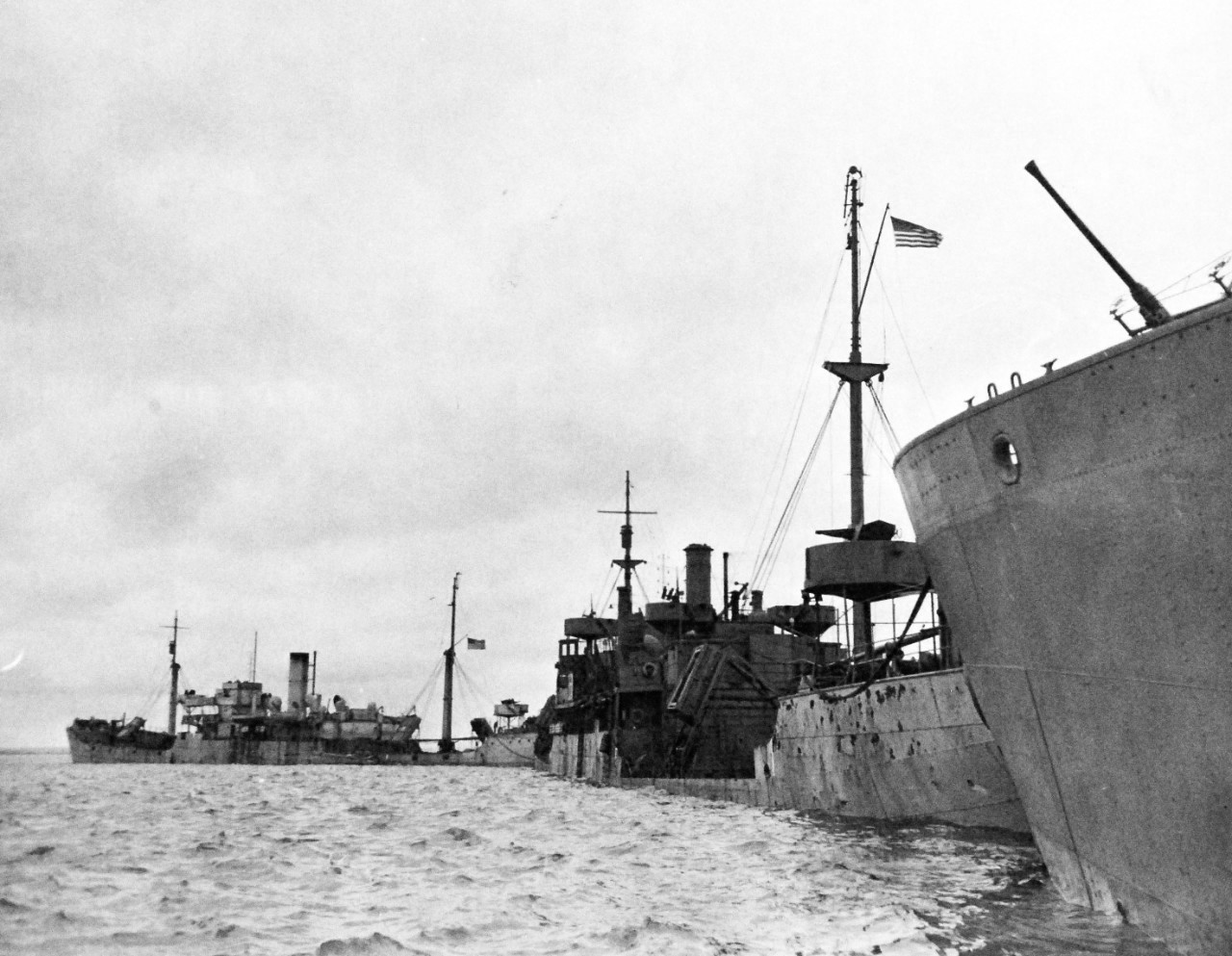
醋栗連線，1944年6月。將船隊首尾相連以當成人工港口的防波堤

#### 玉米棒和醋栗
玉米棒是61艘以自身動力或被拖曳著穿越英吉利海峽的船隻，用以自沉充當防波堤用，以之在五個登陸灘頭形成避風水域，稱為醋栗。也就是以玉米棒圍出醋栗水域。
各處灘頭所用船隻如下：
- 猶他海灘（醋栗1號，10艘船）：Benjamin Contee, David O. Saylor, George S. Wasson, Matt W. Ransom,[14] West Cheswald, West Honaker, West Nohno, Willis A. Slater, Victory Sword and Vitruvius.
- 奧馬哈海灘（醋栗2號，15艘船）：Artemas Ward,[14] Audacious, Baialoide, HMS Centurion, Courageous, Flight-Command, Galveston, George W. Childs, James W. Marshall, James Iredell[14] Illinoian,[15][16] Olambala, Potter, West Grama and Wilscox.
- 黃金海灘（醋栗3號，16艘船）：Alynbank, Alghios Spyridon, Elswick Park, Flowergate, Giorgios P., Ingman, Innerton, Lynghaug, Modlin, Njegos, Parkhaven, Parklaan, Saltersgate, Sirehei, Vinlake and Winha.
- 朱諾海灘（醋栗4號，11艘船）：Belgique, Bendoran, Empire Bunting, Empire Flamingo, Empire Moorhen, Empire Waterhen, Formigny, Manchester Spinner, Mariposa, Panos and Vera Radcliffe.
- 寶劍海灘（醋栗5號，9艘船）：Becheville, French battleship Courbet, Dover Hill, HMS Durban, Empire Defiance, Empire Tamar, Empire Tana, Forbin and HNLMS Sumatra.

#### 鳳凰

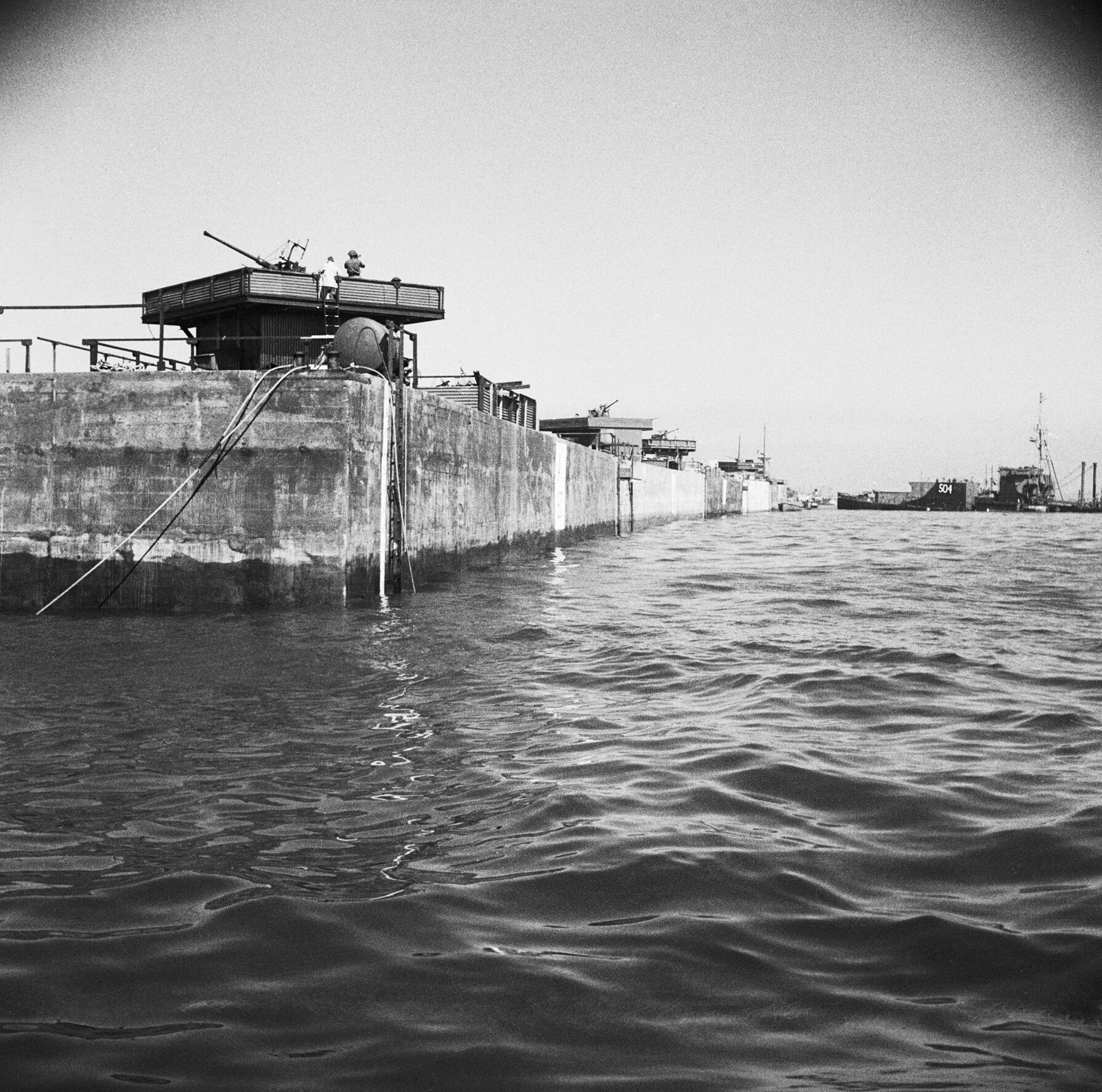
安置在阿羅芒什萊班的一排鳳凰沉箱，上面還裝了高射炮。1944年六月12日

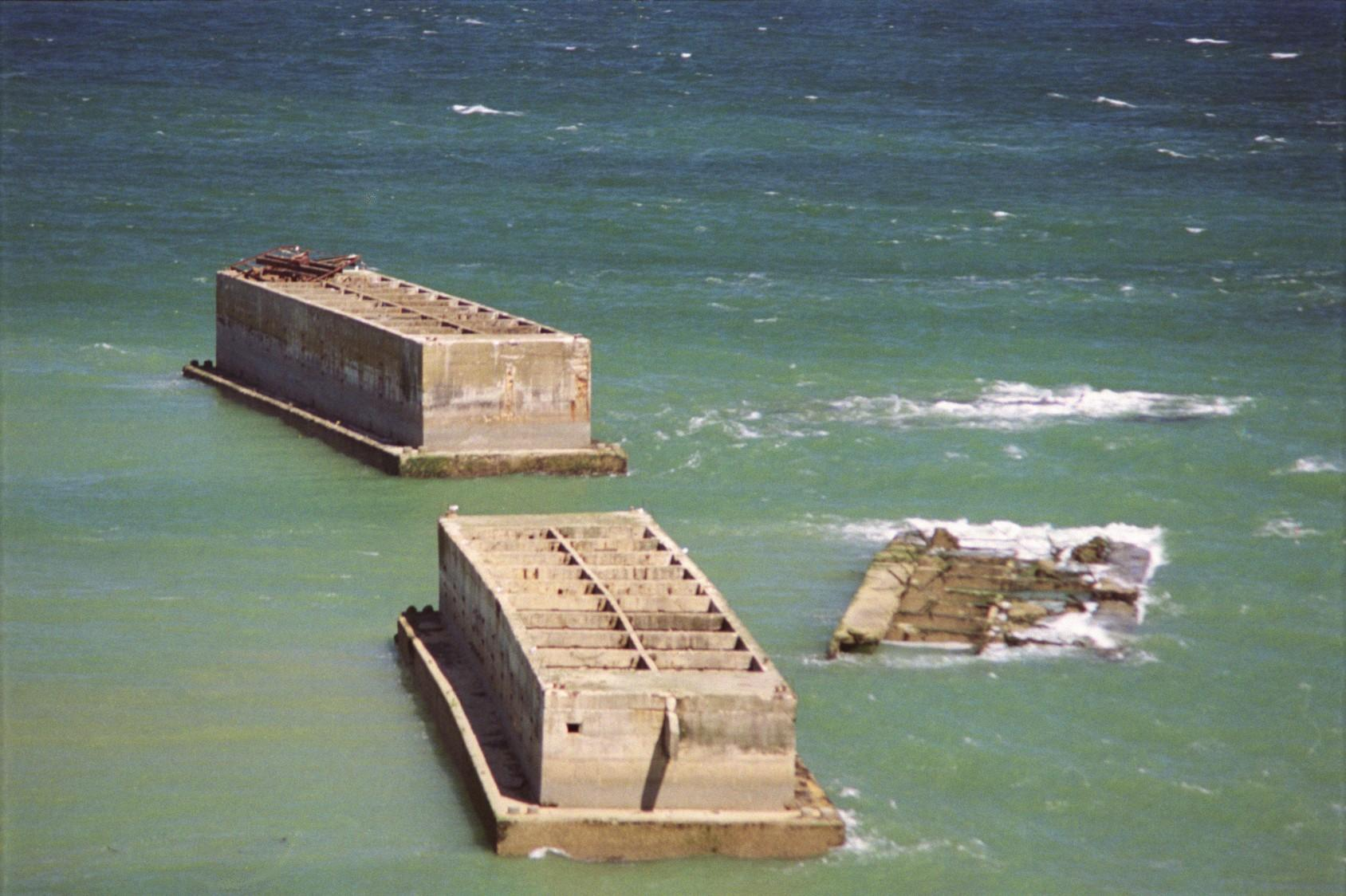
一對外觀完整的鳳凰沉箱，以及另一個沉箱的殘骸。阿羅芒什萊班，2010年

鳳凰是由英國沿岸的民間土木工程商所承建的鋼筋混凝土沉箱。在諾曼地登陸日之前，全都集中沉進肯特郡的鄧傑內斯港，和索塞克斯郡的帕格漢港內。鳳凰共分六種尺寸，排水量約自2000噸至6000噸不等。每個鳳凰各由兩艘V型船以約3節的速度拖放到諾曼地。原先是計劃將鳳凰沿岸繫泊，但又無此功能，因此就沉在水中以待D日當天再行重新上浮（因如此“復活”而得名鳳凰）。
這項由皇家工兵所承擔的任務，計劃的完備程度引人質疑。後來晉升為海軍少將的知名海上打撈專家愛德華·愛斯伯格（Edward Ellsberg）上校受邀審查計劃後，認定計劃的確不完善。所用的泵浦是設計用來以水平方式排出大量污水，提供不了向上抽吸沉箱中水所需的捲揚力道。
愛斯伯格的報告引來邱吉爾出手介入，將任務由皇家工兵部隊手中移交給皇家海軍。新晉准將辛克萊·麥肯齊(Sinclair McKenzie)接手後，迅速組裝好沉在沿岸的鳳凰。沉箱在重新浮起後，與「醋栗」船一道被拖到海峽彼岸，組成桑葚港防波堤。愛斯伯格就搭乘在一個鳳凰沉箱上前往諾曼地，並在到達後協助清理壞在灘頭上的海陸交通工具。

#### 龐巴頓
龐巴頓是大型的十字形浮動防波堤，長200英尺（61米）寬25英尺（7.6米），由鋼材和橡膠帆布製成，錨定在由醋栗（沉船）和鳳凰（混凝土沉箱）所組成的主防波堤外。24個龐巴頓以麻繩相接，形成1 mi（1.6 km）長的防波堤。在1944年6月底的風暴中，若干龐巴頓破裂沉沒，另有一些則脫錨後漂流進港，所造成的破壞可能還大於風暴本身。龐巴頓由皇家海軍負責設計，桑葚港的其餘設備則由皇家工兵設計。

### 道路

#### 鯨

奧馬哈海灘上甲桑葚港馬鈴薯碼頭端的一條「鯨」浮動道路。

碼頭端代號為「鯨」，是用以將“馬鈴薯”連接到陸地的浮動道路，由艾倫·貝克特(Allan Beckett)設計，採用跨度80英尺（24）的創新性可撓式橋接單元，安裝在被稱為「甲蟲」的鋼製或混凝土浮筒上。許多來自阿羅芒什萊班的「鯨」在戰後被用以修復法國、比利時和荷蘭各地被炸毀的橋樑，至今可見。例如諾曼地諾瓦羅河上一座橋、瓦舍羅維爾（默茲省）默茲河上一座橋、卡特諾姆和柯尼格斯馬克（摩澤爾省）之間D56公路跨摩澤爾河一座橋，及沿D517公路的維耶爾維爾（濱海耶爾維爾省的濱海耶爾維爾省）。一些鯨於1954年被拿來興建喀麥隆由埃迪亞至克里比的公路上兩座橋樑，至今可見。1960 年代，福特的達格納姆(Dagenham)廠用上三塊來自阿羅芒什萊班的鯨，讓汽車得以自裝配線直開上船。一塊來自乙桑葚港的鯨，戰後曾被轉用於蓬法爾西，在2008年由英法兩國志願者所組成的團體「貝利橋之友」(Les Amis du Pont Bailey)搶救下來。為尋求永久性歸宿，他們將鯨轉贈給帝國戰爭博物館，並於2015年7月重歸英國。這塊鯨經修復後，現為達克斯福德帝國戰爭博物館(Imperial War Museum Duxford)陸戰展覽的一部分。

#### 甲蟲
甲蟲是用以支撐鯨的浮橋。是生產鋼製浮橋的巴特利(Butterley)公司戰時產品之一，於「1944年諾曼地登陸後用以在黃金海灘和奧馬哈海灘支撐桑葚港沉箱與陸地間的浮橋」。羅伊·克里斯蒂安(Roy Christian)寫道：「製作這些神秘浮橋的工人們直到1944年6月間某早才意識到，他們的產品正支撐著諾曼地沿岸低地上的桑葚港。他們當時正忙於建造浮橋組牛和倍力橋面板，為攻進德國進行準備。若說他們通常是在對自家產品用途和去向一無所知的情況下連日於作坊、鍛造廠、和鑄造廠內賣力工作，但也明白這些東西的重要性。戰時沒人浪費時間去罷工或吵架，曠職率也低。工人中有女性，是巴特利工廠史上首次聘僱女工。」位於Barrow的Wates公司在Furness、Barrow、West India Docks、Marchwood和Beaulieu等地工廠造出420座混凝土浮橋，另外40座由John Laing為Wates公司在其南海工廠製造，20座出自位於Erith的R. Costain公司，12座由John Mowlem在俄羅斯碼頭造出，8個由Melville Dundas和 Whiston公司所製。浮橋繫泊到同樣由艾倫·貝克特所設計的「風箏」錨之連接鋼纜上。這些抓力非常強的錨，戰後回收數量稀少。海軍把貝克特對於風箏錨的抓力描述當成自吹自擂，因此沒用來繫泊轟炸機。風箏錨真品在濱海維耶維爾一家私人博物館內陳列，其等尺寸複製品則成為阿羅芒什萊班貝克特紀念碑的一部分。2018年10月，五具風箏錨在Woodside海灘附近的Solent海床上被打撈上來。該處在諾曼地登陸日之前曾為鯨魚拖網捕撈集散地。這些錨其後被送往朴茨茅斯的瑪麗·羅斯(Mary Rose)考古服務中心進行整修。

#### 馬鈴薯
卸貨用的碼頭或碼頭端代號“馬鈴薯”，帶有一座四足直達海床但可隨潮汐上下浮動的浮橋。

## 部署

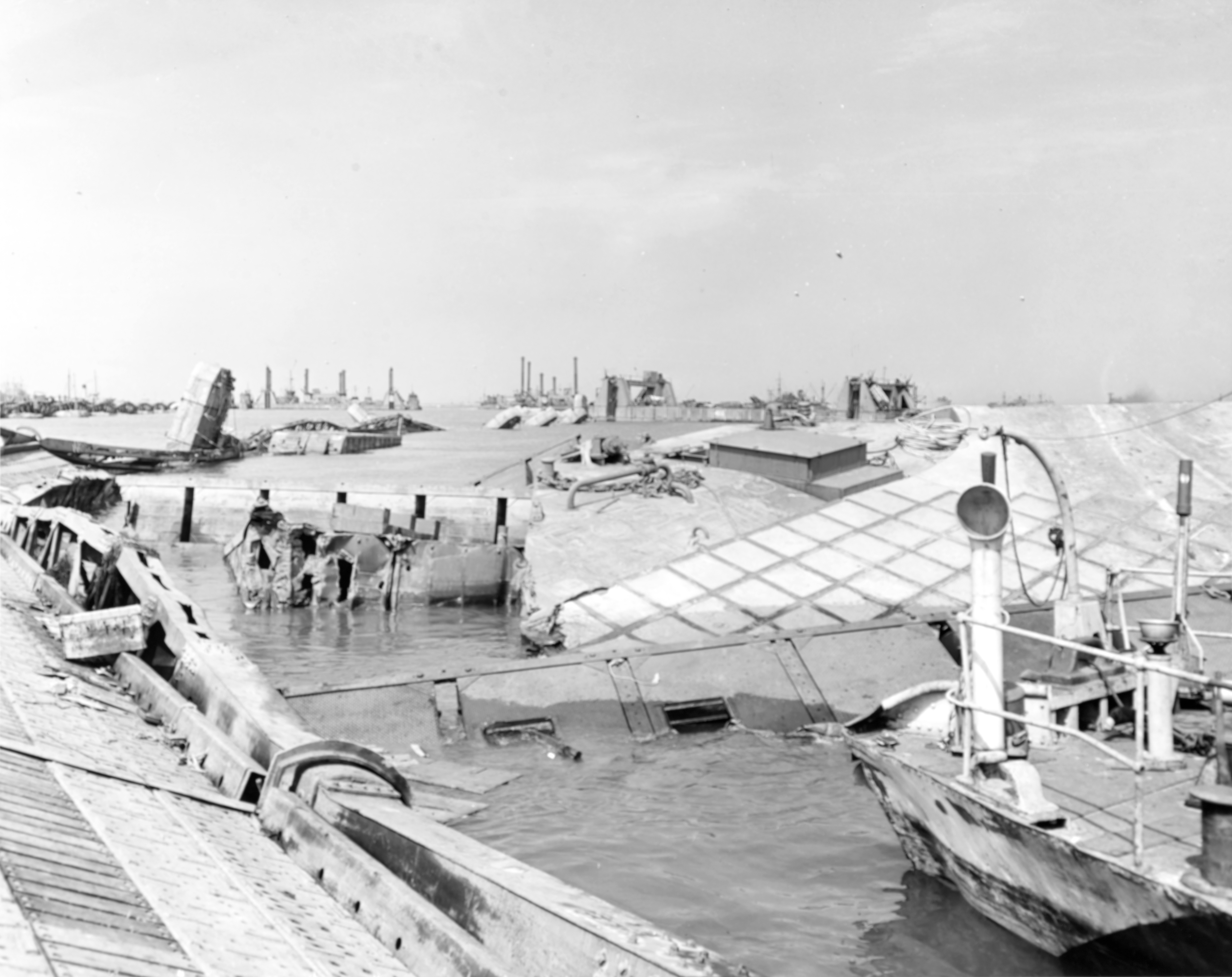
甲桑葚港的浮橋堤道毀於1944年6月19日至22日風暴之後。

桑葚港各組件在英國多地製造後，再運到南海岸組裝點。1944年6月6日諾曼第登陸日下午，400多個零組件（總重約150萬噸）拖曳啟航，以搭建兩個桑樹港。其中包括當成外防波堤（醋栗）的沉塞船（玉米棒），和146個混凝土沉箱（鳳凰）。

### 阿羅芒什萊班
第一座沉底的「鳳凰」於1944年6月8日拂曉沉進阿羅芒什萊班。及至6月15日，已經沉掉了115座「鳳凰」，形成一道西起濱海特拉西，東至阿內勒的弧線，長達五英里。為了保護這新生的拋錨地，玉米棒和鳳凰仍在海平面以上的上層建築都配置了高射砲和防空氣球，由美國第一集團軍轄下的第397和第481高射砲（自動武器）營的士兵操作。

### 奧馬哈海灘
登陸日後首先抵達的是「龐巴頓」，第一艘「玉米棒」於次日抵達。首座「鳳凰」於6月9日沉底，「醋栗」於6月11日完工。到了6月18日，兩座碼頭和四個碼頭端已差不多全面投入使用。該港口在6月下旬被廢棄（詳下）後，仍繼續用於使用坦克登陸艦（LST）於該處搶灘以卸下車輛和物資。美軍透過這種方式所卸載的補給，噸位還高於阿羅芒什萊班。甲桑葚港中可回收的零件後來運往阿羅芒什，用以修復當地的乙桑葚港。

### 風暴
6月19日，一場6至8級的東北風暴吹襲諾曼地，摧毀了奧馬哈海灘的桑葚港，時當甲乙桑葚港幾乎都完全正常運行。兩個港口的設計都考慮進了夏季天候，但這場風暴的強度是當地40年來僅見。
奧馬哈的港口經評估無法修復，28座鳳凰被徹底摧掉21座，龐巴頓四處漂流，浮動道路和浮橋互相撞損。
阿羅芒什萊班的桑葚港保護較為嚴密，雖遭風暴破壞仍可使用。後來就被稱作溫斯頓港。奧馬哈的港口早於預期被毀，而設計使用壽命僅三個月的溫斯頓港卻維持了八個月之久。在諾曼地登陸後的十個月裡，它卸下了近三百萬士兵、四百萬噸物資、和五十萬車輛以增援法國戰場。為因應超額的使用期，鳳凰防波堤外增特製的強化沉箱加固。皇家工兵以60萬噸混凝土在33個防波堤間搭出完整的桑葚港，外加10 mi（16 km）長的浮動道路供人車通行。溫斯頓港普遍被認為是軍事工程典範之一。迄今在阿羅芒什萊班海灘仍可見其遺跡。

## 戰後分析
雖說可謂成功，但投入桑葚港的大量資源卻也可能是浪費。直到1944年9月前，美軍的補給大多是在沒有桑葚港的情況下搶灘取得。截至6月6日，已有2萬名士兵和1700輛車輛登上最短的猶他海灘。奧馬哈和猶他兩灘光前三天就卸貨6,614噸；諾曼地登陸一個月後，兩灘的卸貨量為9,200噸；一個月後，每日卸貨量已達16,000噸。數字逐日增加，最終在兩灘每日卸下補給56,200噸，車輛2萬輛，士兵18萬名。桑葚港一開始的吞吐量還不到總數一半（還是天氣良好的時候）。諾曼地灘頭每日平均提供補給的噸位如下表所示：
| 日灘/港     | D+30  | D+60   |
| ----------- | ----- | ------ |
| 桑葚港      | 6,750 | 6,750  |
| 奧馬哈      | 1,200 | 10,000 |
| 濱海伊西尼  | 500   | 1,300  |
| 格朗康-邁西 | 500   | 900    |
| 猶他        | 8,000 | 6,000  |
| 各灘總和    | 9,200 | 16,000 |

截至6月底，諾曼第海灘已卸貨超過289,827噸。截至9月，美軍主要透過搶灘獲取補給，大體上不經桑葚港。「然而，在行動的早期關鍵階段，如果盟軍的攻擊船艦在沒有任何防護的情況下被困在開闊地帶，那麼美軍防區所遭受的戰損，無論是對補給線或交通線來說，都將是災難性的。」
乙桑葚港使用了自美國港口打撈上來的大量船隻進行加固，「鳳凰」也填滿了抽取來的海沙以增強穩定性，從而解釋了英方港口何以能延長使用時間。此外，規劃者顯然低估了開闊海灘的吞吐量。猶他和奧馬哈兩灘隨後所發揮的高噸位承載力無疑是整個「大君主」行動中最重要，也最令人欣慰的特點之一。

## 仍殘留於聯合王國中的遺跡
鳳凰沉箱部分位於：

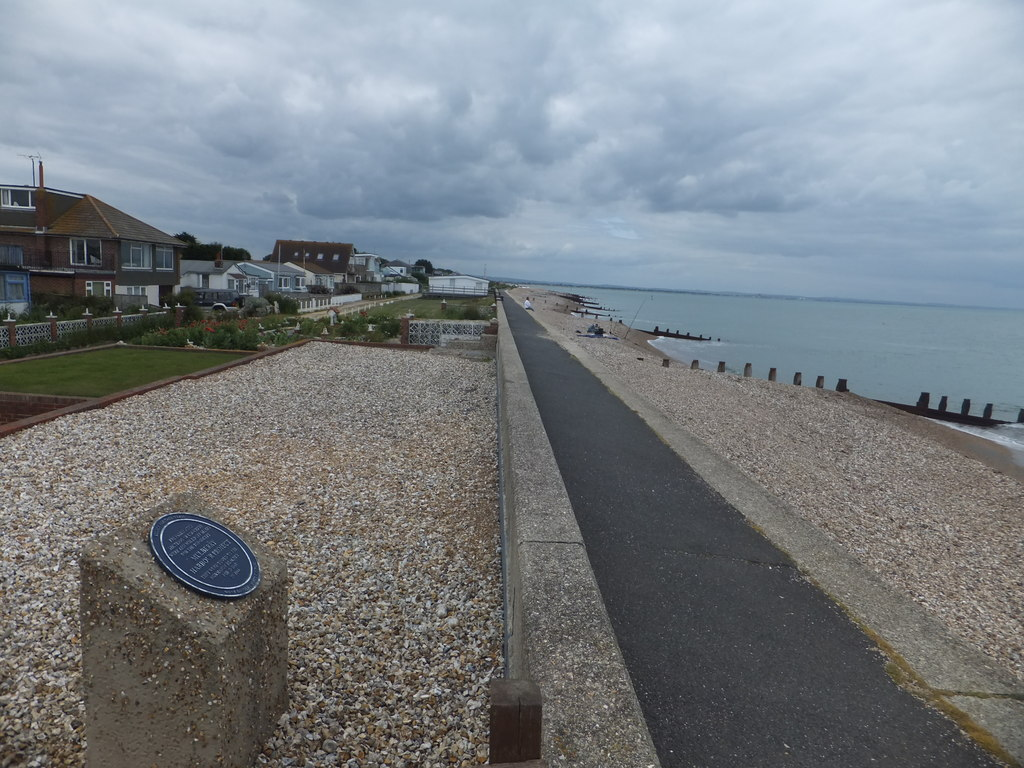
自塞爾西東灘望過去的帕格姆港。藍色牌匾用以紀念諾曼地登陸後在塞爾西所搭建的部分桑葚港。

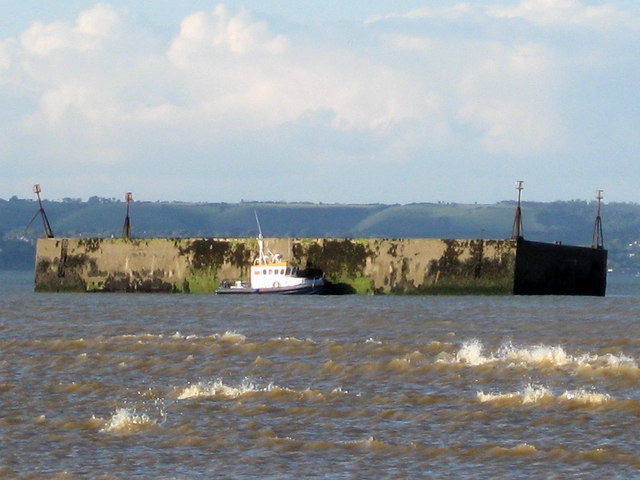
在肯特郡Littlestone-on-Sea的鳳凰沉箱

- 索普灣濱海紹森德—自伊明漢姆拖往南海城的沉箱在途中漏水，被故意擱淺在泰晤士河口的沙洲上。2004年，沉箱被列為法定古蹟。退潮時可入。[33][34]
- 西薩塞克斯郡帕格翰港—位於帕格翰東南方0.5英里（0.80）處，一座名為「近桑葚」的鳳凰沉箱沉底後浮不回來，在退潮時可見。離岸更遠的10米（33英尺）處水域，還有另一座名為「遠桑葚」的鳳凰沉箱，是因諾曼第登陸前夕的暴風雨而斷裂沉沒。[35]原定於2019年進行整修。[36][37]
- 肯特郡Littlestone-on-Sea—沉箱同樣無法重新浮起。[38]原計劃於2013年開工修整。[39]
- 海靈島朗斯通港—出問題的沉箱遺留在當時的施工現場。[40]
- 利特爾漢普頓—沉箱位於水下約五公尺處，潛水新手也能潛進去。
- 波特蘭島波特蘭港—兩個留在查爾斯頓海灘上的沉箱，於1993年被指定為二級保護建築。[41]

甲蟲散落處：
- 博格諾里吉斯—位於奧爾德維克海濱大道西側海岸線，是在諾曼地登陸數日後被沖上岸的。退潮時很容易到達[42]。
- 威格頓郡加利斯頓—水泥甲蟲的殘跡可從加利斯頓灣（艾格內斯，Eggerness）北側步行抵達[43]，或從波特耶羅克灣南側通惠特霍恩島路上的凱恩岬步行到達[44]。

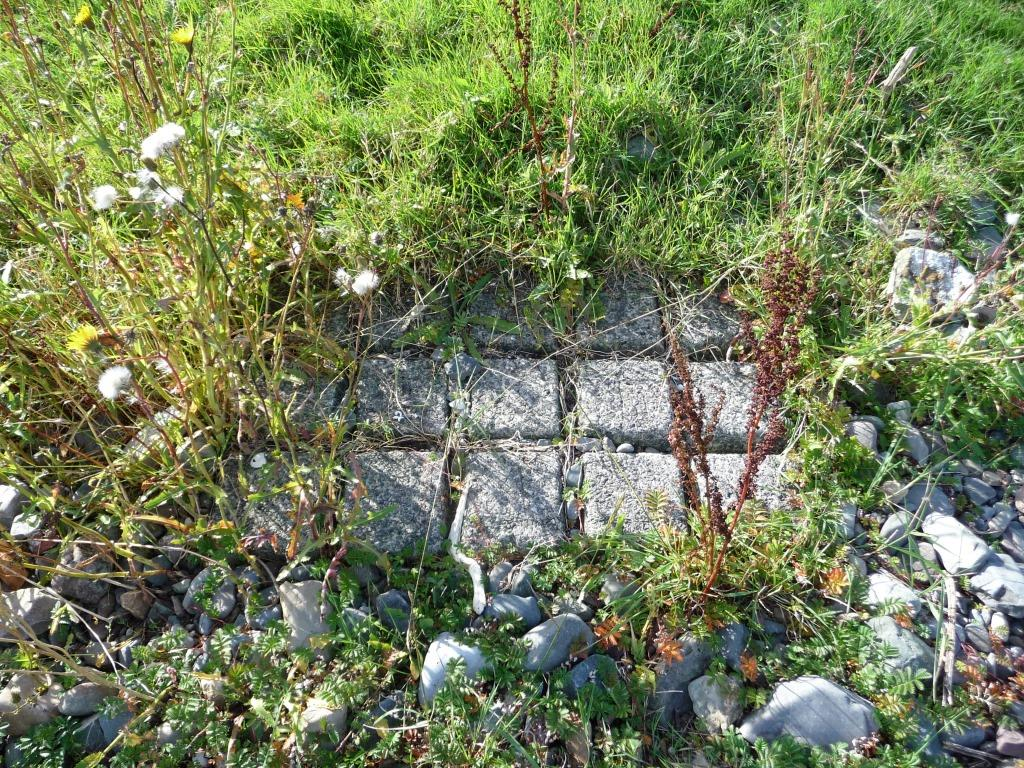
「堅硬」：混凝土製的桑葚港路面原型。2013年8月31日攝於凱恩岬

- 老屋岬、凱恩萊恩、丹佛里斯-蓋洛威—三處海岸線上各有一座甲蟲。[45]

加利斯頓左近另有其他文物：
- 里格灣海灘後方一道顯眼石牆，是「鱷魚」連接上「河馬」的陸上終點站。[46]
- 里格灣於退潮時可見倒塌的「河馬」殘骸[47]
- 若干廢棄磚造建築，曾為凱恩岬營地[48]
- 凱恩岬海灘上的一些混凝土路面，原供當年的“瑞士捲”使用。[49]

在南安普敦城鎮碼頭，有一小段已廢棄的鯨道和緩衝浮橋，戰後曾用於懷特島輪渡，現留存於皇家碼頭和城鎮碼頭汽車輪渡站之間。

## 德國版桑葚港
德國在入侵英國的「海獅行動」延期之後，於正式取消前開發了一些用途類似的預製碼頭原型，在奧爾德尼島上隨處可見，直到1978年被拆除。

## 《每日電訊報》填字遊戲
「桑葚」和所有海灘的名字，在入侵前一個月，都出現於《每日電訊報》的填字遊戲中過。遊戲的編纂者梅爾維勒·瓊斯(Melville Jones)和李奧納多·道伊(Leonard Dawe)為此受軍情五處訊問。該處認定，出現這些單字純屬巧合。60多年後，一位當時的學生說，道伊經常向其學生們索求生字，而其中許多學生與美軍人員居住在同一地區。